# Национални парк Викос–Аос
Национални парк Викос–Аос (грч. Εθνικός Δρυμός Βίκου–Αώου је национални парк који се налази у региону Периферија Епир, у севернозападном делу Грчке. Парк је основан 20. августа 1973. године и један је од десет националних паркова Грчке, стациониран 30 km западно од града Јањина, у западно делу планинског масива Пинд. Име добио по два кањона који се налазе на овом простору, а обухвата површину од 126 km², коју чине бројне реке, језера, пећине, дубоки кањона, густе четинарске и листопадне шуме. Парк је део програма Натура 2000, еколошке мреже под покровитељством Унеска. Надморска висина у парку креће се од 550 до 2497 m.
Парк годишње посети преко 100.000 људи, а највише учествују у активностима у парку као што су рафтинг, вожња кану чамцима, планинарење и планиски бициклизам.
Језгро парка обухвата кањон Викос, кроз који протиче река Воидоматис. Главни део кањона дуг је 12 km и достиже дубину од 1000 m. Кањон Аос, планина Тимфи (2497 м) и неколико традиционално очуваних насеља формирају периферијску зону парка. Одвојеност националног парка и релативно мала људска популација на његовом простору, у комбинацији са великом варијацијом биотопа и микроклиматских услова фаворизује постојање богате сорте флоре (1.800 врста) у тој области. Национални парк Викос-Аоос има широку разноликост фауне 
са мноштвом врста сисара као што је мрки медвед, за кога је ово једно од последњих природних станишта у Грчкој, због чега је овај парк рангиран међу највредније паркове за очување биљног и животињског света у Грчкој.
Први доказ људског присуства на овом подручју датира од пре 17.000–10.000 година. Подручје парка кроз историју није било често насељено, међутим у периоду од 17 до 19. века налазило се у оквиру локалне заједнцице Загори, која је стекла аутономни статус, развила се због повећане трговине и постала главни центар народне медицине. Последњих деценија у парку се развио еко туризам, а изузетно се води рачуна о очувању природног окружења и локалне архитектуре националног парка.

## Географија и геологија

### Кањон Викос
Кањон Виксо налази се на јужним падинама планине Тимфи. Његов главни део просторире се између села Викос и Нонодендри и достиже дубину од око 1.000 м. Кањон се протеже у дужину од 20 km, а чак 12 km налази се у самом језгру националног парка и он представља разнолику олакшицу и одликује се наглим променама на надморској висини. У једном делу кањон је 900 m дубок и 1100 m широк, због чега се овај кањон налази у Гинисовој књизи рекорда, као најдубљи кањон на свету, пропорцијано својој ширини У средњим и вишим зонама кањона доминирају стрме косине. У њему се налази велики број вододерина, а камење које се обрушава често и обликује доњи део кањона.
Кањон је неколико милиона година обликован од реке Воидоматис, притоке реке Војуше. Река Воидотматис током целе године присутна је само у доњен делу кањона, који је због своје природе непроходан у већем делу године.
Кањон Викос представља дубоки попречни пресек планине, а његове косине садрже велики број камених формација, разних старосних доба. 
Горњи слојеви, на дубини од 0-200 м, састоје се од релативно младог еоценског кречњака, а на дубини од 200 до 700 m налазе се слојеви из кампањсног периода, док се предели испод 700 m састоје од кречњака из доба Јуре и Креде. У најдубљим словејима преовлађује зелени доломит из доба Јуре. Седиментна и литолошка истраживања у басену реке Воидоматис открила су да се најудаљенији алувијални делови састоје од материјала који је изграђен од кречњака, који је река Воидоматис доносила са виших надморских висина глацијалним деловањем, пре више од 30.000 година. У басену Воидоматиса налазе се докази за три главне фазе глацијације, са две највеће и најраније, које су се десиле у средњем плеистоцену. Последња фаза глацијале активности вероватно се догодила током последњег глацијалном максимума, у периоду од пре 22.000–20.000 година.
Посебна карактеристика кречњака, која је резултат његовог временског утицаја воде, је крашка природа кањона. За време глацијације током средњег плеистоцена, ледене талне воде су текле у мрежу речних канала, а велики део кречњака је био покривен ледом. Као резултат тога, глечери су се приближавали кањону. За време итерглацијалног и интерстадиалног периода дошло је до спајања између мреже за површинску дренажу и система унутрашњег крашког дренажа. Кречњаци су се растварали пошто је воде текла преко њих, а због таложења велике количине воде развијен је подземни систем за одвоњавање, са пећинама и каналима, који су се испуњавали како је вода надолазила.

### Кањон Аос
Кањон Аос налази се у северном делу националног парка, близу града Коница Истоимена река Аос пролази кроз канале који се формирају од избочина оближњих планина, као што су Трапезица (2022 м), Тимфи и Радидовоуни (1957 м), креирајући тако још један кањон чија је дужина 10 km. Преко кањона пролазе камени мостови, зидани у периоду од 17 до 19. века, а у непосредној близини налазе се и манастири изграђени у локалном архитектонском стилу. У дубоким и стрмим пределима кањона налазе се велике количине кречњака. Стене од доломита налазе се на дну кањона и датирају из раног периода Јуре, а представљају настарије формације у парку. Њихова старосна доб утврђена је помоћу морских фосила који се налазе унутар њих.

### Тимфи
Између два кањона налази се планина Тимфи. Највиши врх је Гамила (2497 м), а потом следе врхови Астака (2346 м), Плоскос (2400 м) и Лапатос (2251 м). Јединствена карактеристика овог подручја су природни базени настали ерозијом локалних струја. У највишим надморским висинама планине Тимфи налази се велики број алпских језера и ретких врста водоземаца који углавном настањују планинске пашњаке. Највеће језеро у парку је Драколимни, формација која је настала након повлачења глечера, а налази се на надморској висини од 2000 m. Језеро је површине 1 хектара, а највећа дубина измерена износи 4.95 м.
На простору села Папинго у близини врхова Гамила и Астака, у оквиру националног парка, налази се велики број јама и пећина. Неке од њих добиле су имена из грчке митологије, као што је Пећина Одисеја и Епска провалија. Пећина Проватина стационирана је у парку, а њена дубина износи 408 m, што је чини једном од најдубљих пећина на свету. Откривена је 1965. године од стране британског спелеолога и од тада је испитивана више пута. Епска провалија дубине је 451 метар и она црпи воду из подземних извора.

## Насеља
У оквиру Националног парка Викос–Аос налазе се четири села и додатних девет близи границе периферне зоне. Сва насеља налазе се у западном делу региона Загори који је ретко насељен, а у њему живи 1515 људи. Села имају облик једра, са кућама које се налазе око централног трга и међусобно повезаним каменим стазама. Историјски гледано, сва села регије Загори повезана су системом путева или малим путевима и функционисали су више као један ентитет, а не као одвојене заједнице.
Економско богатство загорске прошлости и даље се огледа у архитектури села, док је данас очување локалног архитектонског наслеђа утемељено у закону који прописује да се сви објекти у том подручју морају изградити локалним традиционалним материјалима и у складу са локалном архитектуром. Једанод симбола националног парка су његови камени мостови, који су били једина веза са спољним светом док се путеви нису изградили педесетих година 20. века. Шеснаест камених мостова и седам цркава у региону наведени су као заштићени историјски споменици.

## Клима
У националном парку преовлађује средоземна клима, која прелази у континенталну климу. Током зимског периода највећи је број падавина на овом подручју, док су летњи месеци погођени сушама. Континентални климатски елемент се приписује високој амплитуди годишње варијације температуре, до таквог степена да разлика између средње максималне и средње минималне годишње температуре прелази 40 °C . 
Клима овог подручја је прилично јединствена захваљујући комплексном рељефу, варијацији надморске висине и положају подручја у односу на обалу Јонског мора. Средња годишња температура је 11,9 °C , а годишње падавине су 1100 mm. Изузетно ниске температуре се јављају на подручју током зимских месеци. У поређењу са биоклиматским поделама Медитерана, подручје припада влажној зони са хладним зимама
| Месец                     | Јан          | Феб          | Март        | Apr          | Мај         | Јун         | Јул         | Авг         | Сеп         | Oct          | Нов          | Дец          |
| ------------------------- | ------------ | ------------ | ----------- | ------------ | ----------- | ----------- | ----------- | ----------- | ----------- | ------------ | ------------ | ------------ |
| Средња тепература °C (°F) | 3.7 (38.7)   | 4.0 (39.2)   | 6.1 (43.0)  | 9.0 (48.2)   | 15.4 (59.7) | 18.7 (65.7) | 22.0 (70.0) | 21.1 (64.6) | 18.1 (54.1) | 12.3 (54.1)  | 7.8 (46.0)   | 4.5 (40.1)   |
| Падавине мм (инчи)        | 110.4 (4.35) | 108.3 (4.26) | 89.4 (3.52) | 108.9 (4.29) | 68.8 (2.71) | 52.4 (2.06) | 36.9 (1.45) | 36.7 (1.44) | 60.1 (2.37) | 128.8 (5.07) | 156.8 (6.17) | 143.4 (5.65) |

## Дивљи свет
Разнолика геологија и топографија парка резултирали су јединственим разноликостима флоре и фауне. У парку постоје три зоне станишта: Суб-медитеранска зона, која се састоји од листопадних шума и протеже сео до 1500 m надморске висине. Друга зона станишта обухвата комбиноване површине пољопривредног земљишта са живом оградом и различитим шумама, поред полуотворених грмља и стеновитих локација на доњој и средњој падини у близини насеља. Трећа зона обухвата стеновите пределе и травњаке, као и пределе који се налазе на 1500 m надморске висине и у њему је настањен велики број ретких врста птица, као што је сури орао.

### Флора
Шуме се састоје од различитих врста листопадних и четинарских биљних врста, као и великог броја врста дивљег цвећа. 
Важан елемент флоре регије, осим богате разноврсности биљних врста, је висок степен ендемизма на Балкану (23%) и грчких врста (5,8%). Према последњих студијама у Националном парку Викос–Аос настањене су 873 васкуларне биљаке, укључујући више од 250 медицинских, ароматичних и отровних таксона. Шуме парка богате су врстама као што су брдски брест, Campanula trachelium, дивљи кестен и крупнолисна липа. У долини кањона Викос источни платан формира шуму дуж обала реке Воидоматис. Шуму у планинском подручју око села Папинго карактерише велики број различитих врста клека као што су Juniperus communis, foetidissima, oxycedrus и Juniperus excelsa. У вишим пределима најчешћа је Juniperus foetidissima са дрвећем вишим од 10 m. На вишим надморсим висинама налазе се углавном четинарске шуме и јеле.
Студије о не-васкуларној флори забележиле су присуство око 150 врста маховине на подручју националног парка, укључујући и један нови таксон. Чињеница је да су многе биљке у кањону Викос и другим подручјима у парку имале лековита својства и да су их обрађивали локални травари, који су колоквијално названи Викос доктори. Травари су користили специјалне старе рецепте Хипократа са Коса и Педанија Диоскорида, а травари су постали познати и изван граница Грчке. Биљке које се користе у овим рецептима укључују матичњак, сребрну липу, дивљу нану, Dictamnus, кантарион, обични пелин, Sideritis, у Грчкој познат као планински чај и црну зову.
Хемијска анализа ових локалних биљних врста показала је да велики број њих има биолошки активне састојке. Збирка од 2.500 сушених врста локалних биљака изложена је у локалном музеју природне историје у селу Коукоули.

### Фауна
Национални парк Викос–Аос чува један од најбогатијих планинских и шумских екосистема у погледу диверзитета дивљих животиња у Грчкој. У парку су пописане бројне врсте великих сисара, као што су вукови, лисице, дивљи коњи и срне, а сви они налазе се на подручју парка током целе године. Видре и дивље мачке живе око подручја планине Тимфи. Планински масив Пиндус је део Нациоланог парка Викос–Аос, који је дом мрког медведа и риса и то је најјужнија тачка њиховог станишта у Европи. Парк настањује и дивокоза, ретка врста на овом подручју, која је пописана на већим надморским висинама, далеко од насеља. Једно од предела парка дивокозе је Меган Лакос, вододерина кањона Викос.
У парку је пописана 121 врста птица, а 26 њих је под приоритером заштите. На овом подручју налази се 15 врста птица грабљивица и неколико ретких врста птица у Грчкој, као што су гаћаста кукумавка, љештарка, пузгавац и планинска сива сеница. Две заједнице птица које насељавају субалпске и шумске екосистеме сматрају се најразноврснијим у Грчкој. Прва заједница обухвата врсте које се гнезде и хране се у субалпском подручју, као што су жутокљуна галица, планинска ушата шева, Sitta neumayer, бела чиопа и ветрушка.
Национални парк Викос–Аос такође садржи разна погодна станишта у којима је настањен велики број водоземаца и гмизаваца.
Викос-Аоос такође садржи разна погодна станишта у којима се налазе густе популације водоземаца и гмизаваца. Змија шарган настањује субалпске ливаде и сматра се угроженим таксоном, док водоземац планински мрмољак настањује алпска језера региона Тимфи. Жутотрби мукач такође је присутан на овом подручју.
Велики број врста риба као што су поточна пастрмка, бодорка и барбел настањени су у водама националног парка.
Што се тиче врста бескичмењака, због структурне сложености шума и коегзистенције различитих малих биотопа, односно токова, бара, шумских отвора, стеновитих подручја, мртвих стабала, и плодова, постоји веома велика разноликост фауне. Ово се посебно дешава на различитим екотонима, укључујући често веома ретке врсте.

## Историја
Први доказ људског присуства на овом подручју датира од пре 17.000–10.000 година. Током овог периода превладавали су повољни климатски услови, погодни за лов на алпског козорога и дивокозу. Важни епипалеолитички артефакти откривени су на обали реке Воидоматис. Између 4 и 9. века п. н. е на простору парка налазило се мало насеље, између села Монодендри и Витса, укључујући камене куће и две гробнице које су дале важне налазе. Међутим, у већини историјског периода локално становништво је било ретко. Земљиште се углавном користило због снабдевања дрвима. За време Османског царства, посебно у периоду од 17 до 19. века, на овом простору локална грчка православна заједница добила је посебне повластице од османских власти. У то време подручје Загори је стекло аутономни статус унутар Османског царства, при чему је локално становништво ослобођено фискалних изнуђивања. Током овог периода велике групе сељака са овом подручја су емигрирали у велике градове. Многи међу њима постали су чланови успешних стручних часова пре него што се коначно вратили у своја села, где су изградили луксузне виле. У таквом окружењу развијена је и процветала уметност траварства од стране лекара Викоса.
Ова област је данас ретко насељена као резултат урбанизације након Другог светског рата. Многа села више не постоје, а напуштање традиционалне руралне економије утицало је на културни пејзаж. Периферија Епир, где се налази Национални парк Викос–Аос, сматра се једним од најнеразвијенијих региона у Грчкој. Туризам представља главни извор прихода за локалну економију, иако има сезонски карактер. Интензиван развој у смислу смештаја и туристичке инфраструктуре десио се у осамдесетимхгодина прошлог века, углавном кроз државне иницијативе.

## Управљање парком
Национални парк Викос–Аос настао је 20. августа 1973. године, у настојању грчке Владе да очува богатство локалне флоре и фауне, као и геолошке формације подручја. Администрација и управљање националним парком Викос-Аоос припада двема окружним шумарским канцеларијама, надгледаним од стране дирекције за шуме. Канцеларија Светске фондације за природу налази се у селу Папинго и игра кључну улогу у питањима управљања. Осим напора Владе Грчке, подстицаји су додељени и локалним организацијама управљања и локалном становништву да учествују у заштити парка. У језгру парка, према закону, забрањене су активности, односно испаша, лов и риболов. У периферној зони не постоје таква ограничења, али Служба за шуме може предузети све потребне мере за остваривање циљева парка. Осим поменутих активности, опасности у парку укључују ерозије земљишта, клизишта и пожаре које угрожавају локалну флору и фауну. Још једно питање је утицај туризма последњих деценија. Са друге стране, екстремни геофизички услови чине изградњу и одржавање неопходне инфраструктурне мреже, углавном приступних путева и телекомуникација изузетно тешком.

## Туризам и рекреација
Национални парк Викос-Аоос је природна туристичка атракција, са високим екотуризмом и агротуризмичким потенцијалом. Локалној туристичкој индустрији фаворизовани су национални и европски фондови и она пружа скромне смештаје и туристичке услуге, с обзиром на локалну традицију и културу.
Реке у подручју Викос-Аос-а су одредиште за рафтинг и вожњу у кану чамцима. Додатни облици авантуристичких спортова укључују пењање, планинарење и планински бициклизам дуж само локалних стаза како би се очувале природне карактеристике и архитектура подручја. Популарне стазе у региону укључују и стазу до кањона Викос. Пешачење до Викоса траје отприлике шест до седам сати. Постоји и рута пешачења око врхова Тимфија.

## Галерија
- Природни извор у близини села Папинго
- Мост Кокорис
- Прашума у парку
- Планински врх Гамила
- Археолошки остаци у парку

- Црква у селу Монодендри
- Поглед на национални парк
- Река Воидоматис у кањону Викос